# Terrence Trammell
Pour les articles homonymes, voir Trammell.
Terrence R. Trammell (né le 23 novembre 1978 à Atlanta) est un athlète américain spécialiste du 110 mètres haies.

## Carrière
Étudiant à l'Université de Caroline du Sud, Terrence Trammel est désigné meilleur athlète universitaire de l'année 1997 par le magazine Track and Field News. Il remporte les titres NCAA du 110 mètres haies en 1999 et 2000 et décroche par ailleurs deux médailles d'or lors des l'Universiades 1999 de Palma de Majorque, sur 110 m haies et sur 4 × 100 mètres. Sélectionné pour les Jeux olympiques d'été de 2000, l'Américain termine deuxième de la finale du 110 m haies en signant un nouveau record personnel en 13 s 16. Il est devancé par le Cubain Anier Garcia. 
En début de saison 2001, Trammel prend sa revanche sur Garcia en le devançant lors de la finale du 60 mètres haies des Championnats du monde d'athlétisme en salle 2001, décrochant à Lisbonne son premier titre lors d'une compétition internationale majeure. Participant durant l'été à ses premiers championnats du monde, il quitte la compétition sans parvenir à atteindre la finale (3e de sa demi-finale). En début d'année 2002, l'athlète américain décide de se séparer de Curtis Frye, son entraineur de ses débuts. Il remporte en février le titre de champion des États-Unis en salle sur 60 mètres plat et s'impose à plusieurs reprises lors des meeting estivaux européens. 
En 2003, Terrence Trammell remporte la médaille d'argent du 110 m haies des Championnats du monde de Paris, s'inclinant de huit centièmes de seconde face à son compatriote Allen Johnson mais devançant le Chinois Liu Xiang de trois centièmes. Auteur de la troisième meilleure performance mondiale de l'année 2003 (13 s 17 au Meeting Herculis de Monaco), il conclut la saison en obtenant la deuxième place de la Finale mondiale de l'athlétisme, derrière Allen Johnson. 

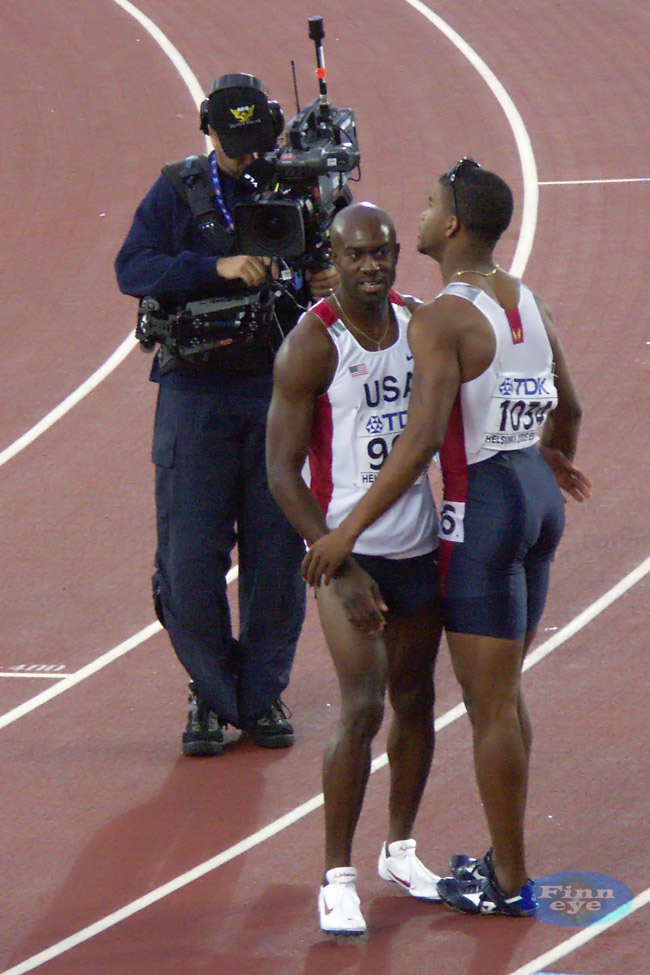
Allen Johnson et Terrence Trammell lors des mondiaux 2005 à Helsinki

En 2004, il participe à ses seconds Jeux olympiques grâce à sa victoire obtenue lors des « trials » de Sacramento avec le temps de 13 s 08 (nouveau record personnel). À Athènes, Trammell remporte une nouvelle médaille d'argent, quatre ans après celle obtenue lors des Jeux de Sydney. Il s'incline largement face à Liu Xiang, auteur du record du monde du 110 m haies en 12 s 91.
Entrainé désormais par l'Américain Nat Page, il prend la cinquième place des Championnats du monde 2005 d'Helsinki avec le temps de 13 s 20, avant de figurer une nouvelle fois sur le podium de la finale mondiale de l'IAAF.
Il se distingue en début de saison 2006 en remportant son troisième titre de champion des États-Unis en salle, quelques jours avant de s'adjuger le titre du 60 m haies des Championnats du monde en salle de Moscou devant Dayron Robles et Dominique Arnold. Aligné également sur l'épreuve du 60 m plat, l'Américain remporte une seconde médaille lors de ces mondiaux en terminant troisième de la course derrière Leonard Scott et Andrey Yepishin.
Le 2 juin 2007, lors du meeting de New-York, Terrence Trammell établit en 12 s 95 la meilleure performance de sa carrière sur 110 m haies. Aux Championnats du monde 2007 d'Osaka, l'Américain remporte une nouvelle médaille d'argent, s'inclinant de quatre centièmes de seconde face à Liu Xiang. Second des sélections américaines 2008 de Eugene, il se qualifie pour ses troisièmes Jeux olympiques consécutifs. A Pékin, Trammell est victime d'un claquage dès le premier obstacle des séries qualificatives et est contraint à l'abandon. 
En 2009, Trammell remporte son quatrième titre national en salle puis établit en 13 s 12 la troisième meilleure performance de l'année, en mai lors du meeting de New York. Il remporte la médaille d'argent des Championnats du monde de Berlin, la troisième de sa carrière lors de cette compétition, réalisant le temps de 13 s 15, soit un centième de seconde de moins que le Barbadien Ryan Brathwaite. En début de saison 2010, aux Championnats du monde en salle de Doha, Trammell termine deuxième de la finale derrière Dayron Robles. Avec le temps de 7 s 36, il égale le record des États-Unis du 60 m haies détenu par Greg Foster et Allen Johnson.
Lors des Championnats des États-Unis d'athlétisme 2011 se déroulant du 23 au 26 juin 2011 au stade Hayward Field de Eugene dans l'Oregon et faisant également office de sélection pour les Championnats du monde 2011, David Oliver s'impose sur 110 mètres haies en 13 s 04 (+1,4 m/s) devant Aries Merritt (13 s 12) et Jason Richardson (13 s 15), Terrence Trammell ne terminant qu'au pied du podium en 13 s 16.

## Records
| Épreuve     | Performance | Date        | Lieu     |
| ----------- | ----------- | ----------- | -------- |
| 100 m       | 10 s 04     | 2 juin 2000 | Durham   |
| 110 m haies | 12 s 95     | 2 juin 2007 | New York |

| Épreuve    | Performance | Date            | Lieu      |
| ---------- | ----------- | --------------- | --------- |
| 60 m       | 6 s 45      | 17 février 2001 | Pocatello |
| 60 m haies | 7 s 36      | 14 mars 2010    | Doha      |

## Palmarès

### International
| Date | Compétition                    | Lieu              | Résultat | Épreuve     | Temps   |
| ---- | ------------------------------ | ----------------- | -------- | ----------- | ------- |
| 1999 | Universiade                    | Palma de Majorque | 1er      | 110 m haies | 13 s 44 |
| 1999 | Universiade                    | Palma de Majorque | 1er      | 4 × 100 m   | 38 s 55 |
| 2000 | Jeux olympiques                | Sydney            | 2e       | 110 m haies | 13 s 16 |
| 2001 | Championnats du monde en salle | Lisbonne          | 1er      | 60 m haies  | 7 s 51  |
| 2003 | Championnats du monde          | Paris             | 2e       | 110 m haies | 13 s 20 |
| 2003 | Finale mondiale                | Monaco            | 2e       | 110 m haies | 13 s 17 |
| 2004 | Jeux olympiques                | Athènes           | 2e       | 110 m haies | 13 s 18 |
| 2005 | Championnats du monde          | Helsinki          | 5e       | 110 m haies | 13 s 20 |
| 2005 | Finale mondiale                | Monaco            | 3e       | 110 m haies | 13 s 17 |
| 2006 | Championnats du monde en salle | Moscou            | 3e       | 60 m        | 6 s 54  |
| 2006 | Championnats du monde en salle | Moscou            | 1er      | 60 m haies  | 7 s 43  |
| 2006 | Finale mondiale                | Stuttgart         | 4e       | 110 m haies | 13 s 22 |
| 2007 | Championnats du monde          | Osaka             | 2e       | 110 m haies | 12 s 99 |
| 2007 | Finale mondiale                | Stuttgart         | 3e       | 110 m haies | 13 s 15 |
| 2009 | Championnats du monde          | Berlin            | 2e       | 110 m haies | 13 s 15 |
| 2010 | Championnats du monde en salle | Doha              | 2e       | 60 m haies  | 7 s 36  |

### National
- Championnats des États-Unis d'athlétisme :
  - Vainqueur du 110 m haies en 2004 et 2007
- Championnats des États-Unis en salle :
  - Vainqueur du 60 m haies en 2000, 2001, 2006, 2009 et 2010, 3e en 2014
  - Vainqueur du 60 m en 2002
- Championnats NCAA :
  - Plein air : vainqueur du 60 m haies en 1999 et 2000
  - En salle : double vainqueur en 2000 (60 m et 60 m haies)